# バロニア
バロニア（Valonia）は緑色植物門に含まれる海藻の属である。藻体は肉眼的な大きさの球形の細胞（右写真）より成る。後述するように深所型緑藻と呼ばれ、温帯から熱帯の海洋域、潮間帯から比較的深い場所まで分布する。「バロニア」の名はイタリアの植物学者 Valoni に献名されたものである。

## 細胞構造
バロニアは巨大な単細胞生物である。細胞は風船のように膨らんだ形状で球形から亜球形、基部で基物に付着している。色は濃緑色、表面に光沢があり、美しさを称えられる。細胞の内部は液状の原形質で満たされており、細胞質や液胞のほか多数の葉緑体、核を含む（多核体）。細胞の表面はセルロース性の細胞壁で覆われている。このセルロースの合成複合体は陸上植物のようなロゼット型ではなく、狭義の緑藻類と同じ三列の直線的な配置をとっており、太く丈夫な繊維を形成することができる。
バロニアの細胞からは容易にプロトプラストを作成することができる。滅菌海水を用意し、藻体に傷を付けて原形質を流しこめば良い。原形質は海水中で球形となり、数分で表面に細胞膜が形成されてプロトプラストとなる。プロトプラストは数週間の培養の後に、元と同じ藻体に戻る。このようなプロトプラストによる分散・増殖と個体の再生は天然でも見られ、イワヅタ目やミドリゲ目の藻類で多く知られている。
光合成色素としてはクロロフィル a および b を持つ。他に光合成補助色素として、深所型緑藻に特徴的なカロテノイドであるシフォネインやシフォナキサンチンを持つ。これらのカロテノイドは緑色光を効率的に吸収し、深所での光合成を可能にしている。

## 生活環
バロニアの細胞分裂は細胞の表面付近で起こる。細胞が成熟すると、細胞質が細胞壁の直下に凝集し、細胞分裂を経て遊走細胞（遊走子もしくは配偶子）が形成される。遊走細胞は細胞壁の孔から放出される。胞子体と配偶体は同型である。

## 下位分類
バロニア属は40種以上が記載され、そのうち10種が分類学的に受け入れられている種である。日本近海では3種が知られている。以下ではその3種について、日本近海以外の分布に関する情報が抜けているかもしれない。
タマバロニア Valonia aegagropila C. Agardh
バロニア属のタイプ種。倒卵形から円柱型の細胞が連結し、分岐のある樹状-不定形の藻体を形成する。藻体全体の大きさは約10cm、個々の細胞の直径は数mm程度。南西諸島近海の潮間帯下部から低潮線にかけて分布する。
- Valonia aegagropila var. australis J. Agardh

タマゴバロニア Valonia macrophysa Kützing
球形の細胞がブドウの房のように密集し、房全体では15cmを超える大きさになる。細胞間の結合は緩く、手で容易に房を分解することができる。本州中部から南部の沿岸、および瀬戸内海にかけての低潮線から漸深帯に分布。

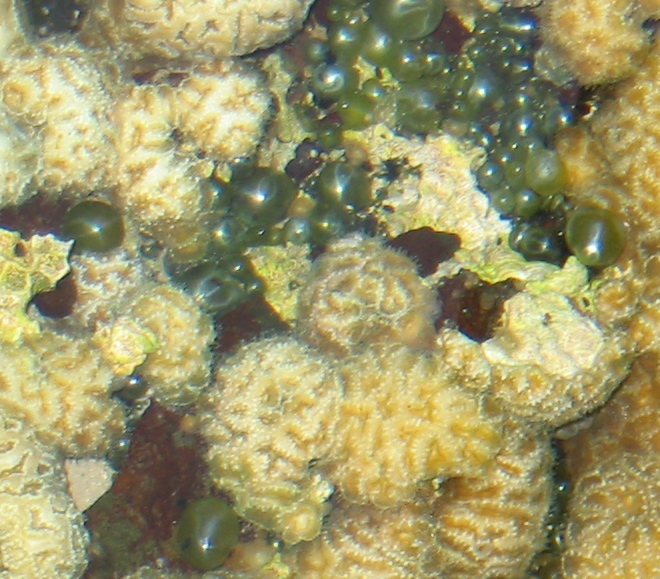
海中のオオバロニア

オオバロニア Valonia ventricosa J. Agardh
一細胞の直径が1-3cmと大きいが、タマバロニアのような分枝状にはならず、個々の細胞が独立した状態で存在する。複数の細胞が密集している場合もあるが、その状態では上記のタマゴバロニアとの区別が難しい。分布域は本州中部から南部、南西諸島、八丈島、小笠原諸島の近海、深度としては深度線から漸深帯に生息する。
- Valonia barbadensis W. R. Taylor
- Valonia caespitosa P. L. Crouan & H. M. Crouan
- Valonia fastigiata Harvey ex J. Agardh
- Valonia nutrix (Kraft & A.J.K.Millar) Kraft
- Valonia oblongata J. Agardh
- Valonia trabeculata Egerod
- Valonia utricularis  (Roth) C. Agardh
  - Valonia utricularis f. crustacea Kuckuck

## 人間との関わり
アオサ藻綱は多くの食用海藻を含むが、バロニアの食用利用は知られていない。観賞用に販売されることがある一方、アクアリウムに予期せず繁茂して駆除の対象となる場合もある。